# Михайловка (Здвінський район)
Михайловка (рос. Михайловка) — присілок у Здвінському районі Новосибірської області Російської Федерації.
Входить до складу муніципального утворення Цветниковська сільрада. Населення становить 251 особа (2010).

## Історія
Згідно із законом від 2 червня 2004 року органом місцевого самоврядування є Цветниковська сільрада.

## Населення
| 2002 | 2007 | 2010 |
| ---- | ---- | ---- |
| 342  | ↘310 | ↘251 |